# 藍色彈珠
藍色彈珠（有時也被稱為藍色瑪瑙）是一張在1972年12月7日由阿波羅17號太空船船員所拍攝的地球照片。當時太空船正運行至距離地球29,000公里（18,000英里）之處，因為拍攝當時太空船正背向太陽，它是少數能直接把整個地球清晰地拍下來的照片。此時，對於身在太空船上的太空人來說，地球的大小就像小孩子的玩耍的彈珠一樣，因而命名。

## 歷史
阿波羅17號太空船於美國東岸時間1972年12月7日凌晨12時33分從甘迺迪太空中心發射升空後，首幾個小時正值非洲大陸的白晝時份；再加上12月份接近冬至，故南極洲亦正受到太陽正面照射。這張照片是於美國東岸時間早上5時39分（即協調世界時的早上10時39分），發射後5小時6分鐘，即太空船離開環繞地球軌道前往月球後的1小時48分鐘時所拍攝的。這張照片的官方名稱為「AS17-148-22727」。（其前一張照片，與22727幾乎一樣的AS17-148-22726亦同樣被用作地球影像之一。）
美國國家航空暨太空總署官方對於照片的原始說明如下：
這是從正前往月球的阿波羅17號上看到的地球。這張照片涵盖了從地中海地區到南極洲的冰冠，是首次在阿波羅計劃的軌道裡拍攝到南極的冰冠模樣。南半球當時正被厚厚的雲層所覆蓋，但同時差不多整個非洲大陸都可見。在非洲大陸的東北邊緣是阿拉伯半島。而離開了非洲大陸沿岸的大島則是馬達加斯加 。至於亞洲大陸則位於東北地平線部分。
拍攝者用上了一台裝嵌了一個80毫米鏡頭的70毫米哈蘇（Hasselblad）相機拍攝。這張照片的攝得歸功於美國太空總署（NASA）阿波羅17號任務的所有成員－尤金·塞爾南、羅納德·埃萬斯及哈里森·施密特，因為他們三位在執行任務時均有使用該台相機在太空船上拍攝照片。縱然施密特聲稱這張聞名於世的照片是由他所拍攝，但拍攝者的身份如今已無從稽考。
在照片右上角接近地平線的部分，可以看見印度南部被熱帶氣旋籠罩。就在這張拍下照片的兩天前，該氣旋夾帶的強風暴雨重創坦米爾納德邦，並一度切斷當地的通訊。據信，該氣旋奪走至少80人性命
。
「藍色彈珠」是當時最清晰地拍到地球發亮一面的照片，因而一向被認為是歷史上首度清晰拍下完整地球亮面的照片；然而事實上早在1967年，同樣由美國太空總署研發的氣象與通訊衛星ATS-3就在發射後的第五天傳回了地球西半球的彩色清晰照片。自1972年拍攝到這幀「藍色彈珠」照片之後曾有好一陣子，沒有任何人能在這樣的距離清楚拍攝到如同「藍色彈珠」般包含整個地球的照片。美國太空總署向外發布這張照片的時，正值社會上興起環境保護主義熱潮的1970年代，這張照片往往會被加上「脆弱」（frailty）、「容易受傷」（vulnerability）和「孤立」（isolation）等等字眼。美國太空總署的檔案保管員邁克·根特利（Mike Gentry）更推測說「藍色彈珠」是在人類歷史中最被廣泛流傳的照片。往後大部份類似的照片（包括更高解像度的合成照等）均會被稱為「藍色彈珠」，以致「藍色彈珠」這個字（包含照片自身）均被一些環保團體及機構用來標榜其環保形象。甚至更有一個兒童電視節目以「巨大藍色彈珠」（Big Blue Marble）為名。

## 後續的「藍色彈珠」

### 2000年

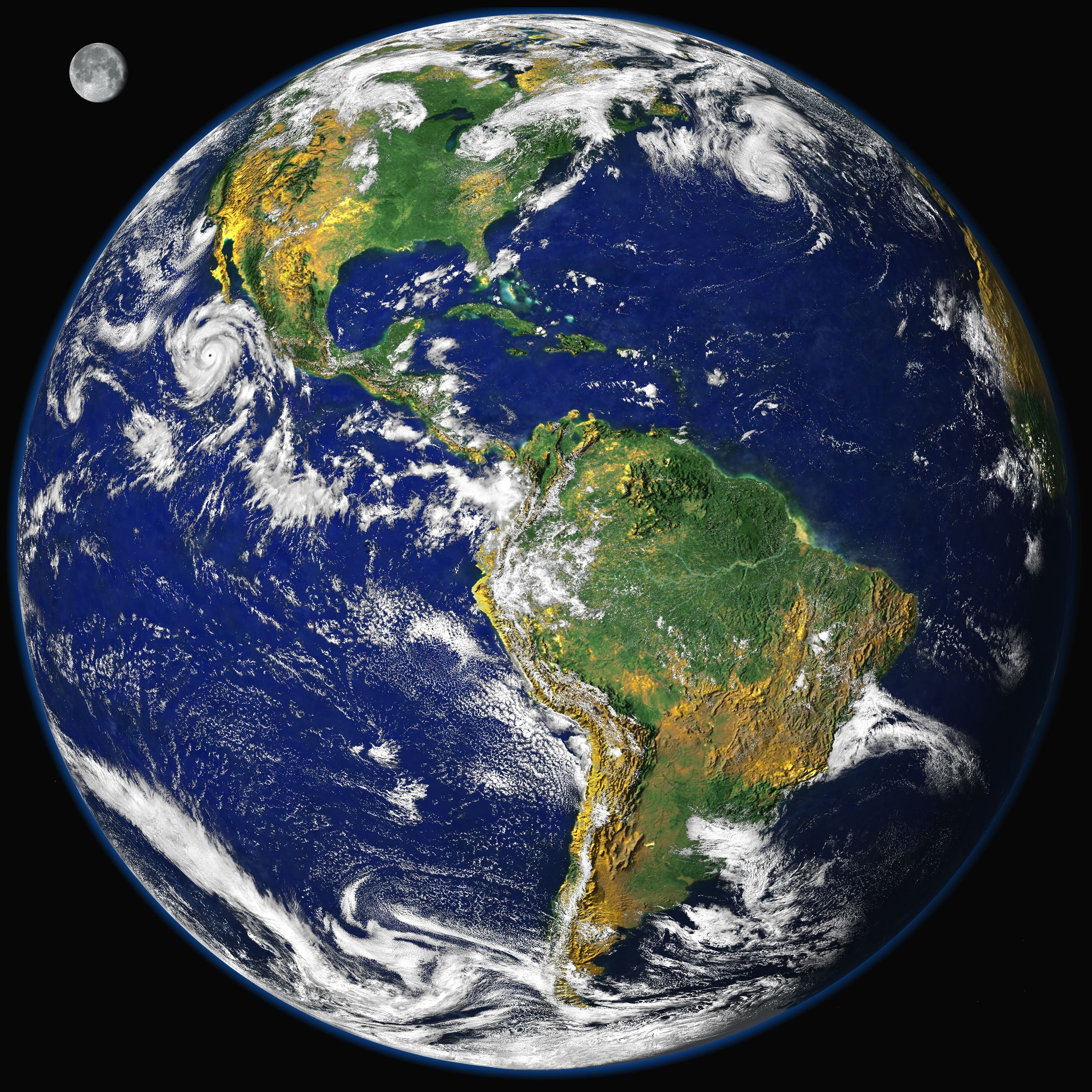
2000年的「藍色彈珠」，後方的月球是GOES於1994年9月另外攝得

根據環境觀測衛星收集得的數據，美國太空總署在2000年公布以假色為影像基底的「藍色彈珠」，是1972年以來該機構首度以「藍色彈珠」的名字發布新的地球全景（full disk）影像。影像由三組照片疊合成，而三組照片又分別於不同時間拍攝：
- 陸地：美國國家海洋和大氣管理局（NOAA）的繞極軌道運行環境衛星（英语：Polar Operational Environmental Satellites）（POES）系列衛星於1997年9月間攝得
- 海洋：美國太空總署的廣角海洋水色觀測任務（SeaWiFS）衛星於1997年9月至10間攝得
- 雲層：NOAA的靜止環境觀測衛星（GOES）於1997年9月間攝得

其中陸地的部分為根據POES的進階極高解析度輻射儀（AVHRR）所收集的植被數據繪製而成，因此陸地除了有冰雪覆蓋的地區外，只以黃（植被覆蓋度較低）和綠（植被覆蓋度較高）兩種顏色呈現。地形依據美國地質調查局提供的數據繪製，在影像中地形的高度差為實際的50倍，以凸顯地形高度差異。
原始完整影像的大小約為26MB，是當時美國太空總署公布過解析度最高的地球影像。

### 2001-04年

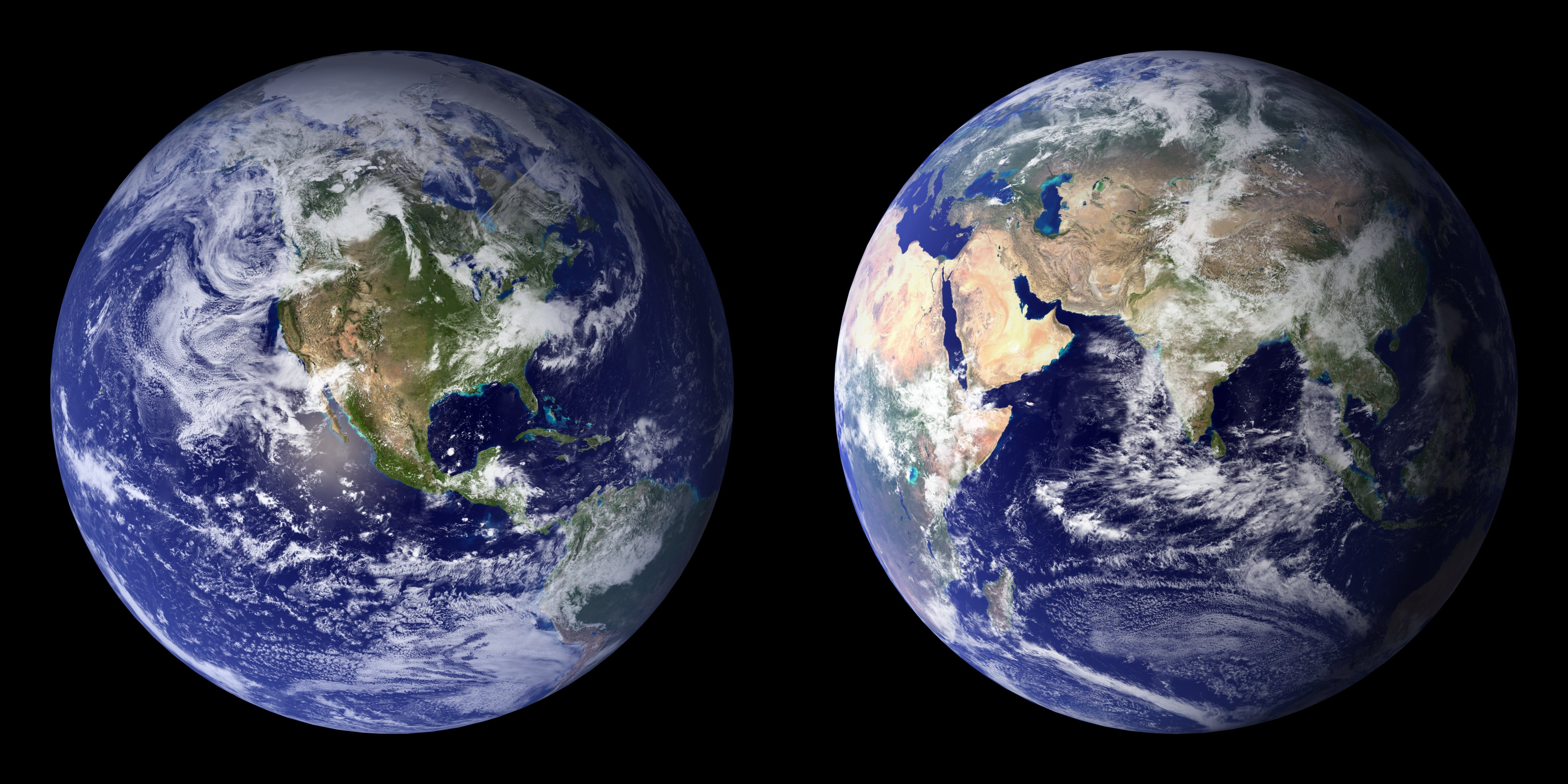
2001年的「藍色彈珠」中最著名的兩幀照片，左為西半球，右為東半球

美國太空總署在2002年公布將一系列衛星拍攝得的地球照片合成（mosaic，定義上比較接近拼接）的「藍色彈珠」，這是該機構首次發布真實色彩的日間地球衛星合成照，照片主要來自搭載於1999年發射的Terra衛星以及2002年發射的Aqua衛星上的中解析度成像分光輻射計（MODIS），多是在2001年間攝得。隨著該系列「藍色彈珠」一起由美國太空總署發布的影像，包括Terra在2001下半年的全球雲層合成影像，以及國防氣象衛星計畫（DMSP）的衛星費時九個月所拍攝的全球夜間地圖。
當時我沒想到「藍色彈珠」會引起這麼多的關注，它原先只是用來呈現一些很酷的數據，同時也是NASA的數千位科學家、工程師、程式設計師、管理員以及其他人——尤其是MODIS團隊共同努力的結晶。我很開心賈伯斯喜歡它，也為他後來英年早逝感到難過。
該系列「藍色彈珠」有兩個版本：一個增加了海冰與浮游植物的覆蓋，另一個則顯示了海底的地形。解析度較高的後者每像素為一公里。官方允許影像的自由使用，並完全免費的提供給大眾。

### 2005年

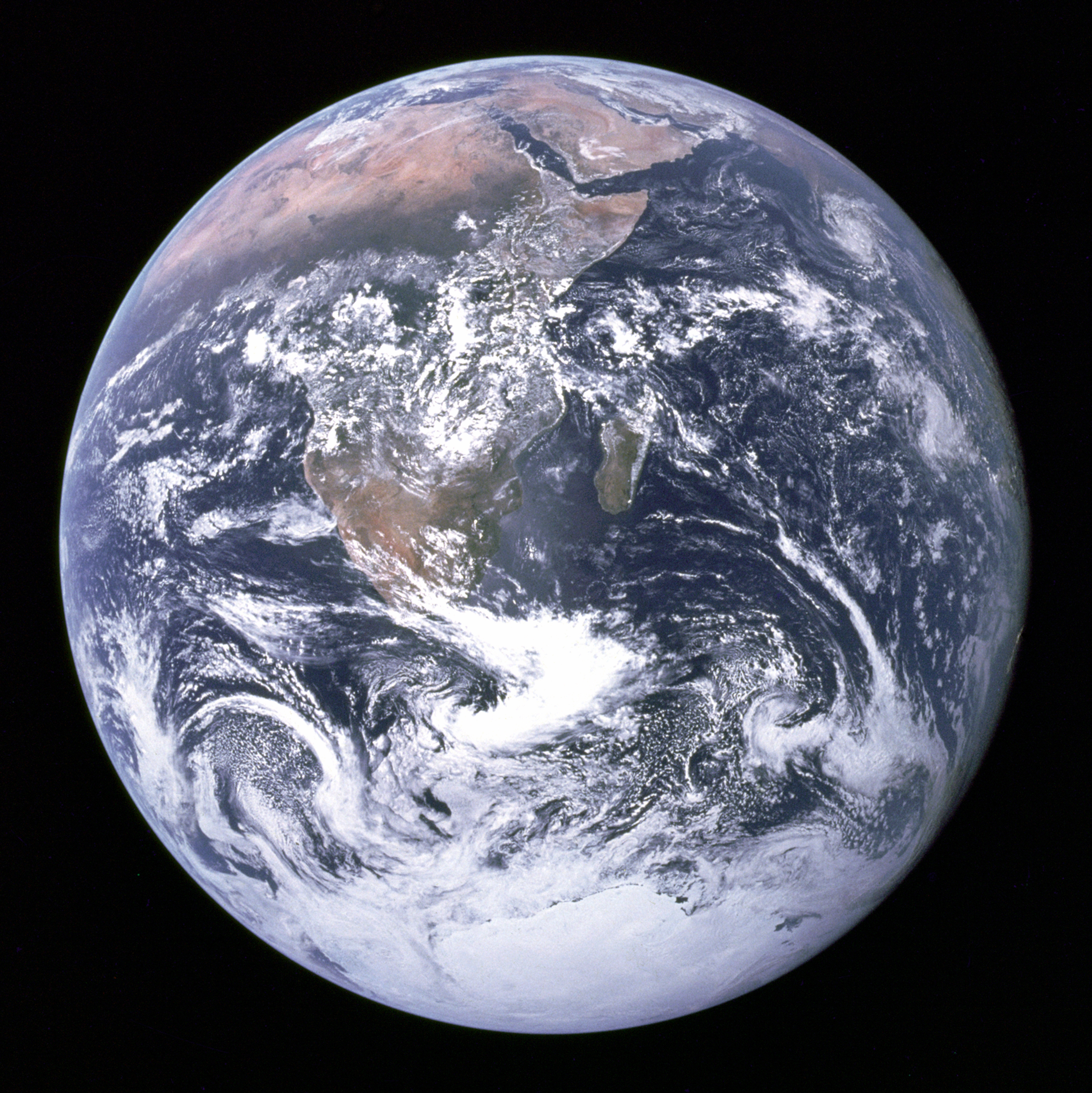
1972年的藍色彈珠，由阿波羅17號上的太空人拍攝

2005年的「下一代：藍色彈珠」，顯示2004年十二個月來地球的變化

接續2002年的「藍色彈珠」，美國太空總署進一步在2005年公布一年12個月的版本，稱為「下一代：藍色彈珠」（The Blue Marble: Next Generation, 有時官方會以縮寫簡稱為 BMNG）。這個系列包含在2004年總共十二個月份所拍攝的全球衛星影像，由Terra衛星上的MODIS所拍攝。影像顯示地球在這十二個月內不同季節產生的變化，包含冰層的擴張與縮減、植被的疏密的改變、季節性乾旱、南北半球因季節不同而形成的差異等，這是以往的「藍色彈珠」無法做到的一點。
「下一代。藍色彈珠」的影像解析度高達每像素半公里，是解析度最高的「藍色彈珠」版本。由於拍攝工作會受到地球大氣與雲層遮蔽等因素的影響，而這些因素的主要成因正是季節的變換，再加上拍攝許多以往衛星不易完整而清晰拍攝的區域（如因為吸收大部分陽光，而常常顯得極暗的熱帶雨林），使得該系列的製作比以往的版本還要複雜和困難很多。NASA的資訊工程師運用離散傅立葉級數求得每個月分陸地反射率的組合數據，調整不同區域的亮度；類似的方式也用於生成一些特定地區（主要為季節性變化不明顯的地區，如永久被冰雪覆蓋的高緯度或高海拔區域，或是植被覆蓋率幾乎終年不變的熱帶雨林）的影像。而有冰雪覆蓋地區的影像則是透過由Terra觀測得到反射率值的數據，再將這些數據轉換成影像。
「下一代。藍色彈珠」除了包含十二幀日間影像外，也附有兩張分別為陸地（每像素半公里）與海底（每像素兩公里）的全球詳細地形測量影像。

## 相关文化
蓝色弹珠是中国即时通讯软件微信的启动画面。

## 外部連結

### 1972年的照片
- 唯一的地球照片 （页面存档备份，存于） 表列出照片被使用之處。
- 阿波羅計劃圖片集 （页面存档备份，存于） 刊於《NN》雜誌上，曾在阿波羅17號上使用過的70毫米哈蘇相機所拍攝的照片（包括藍色彈球及其他類似的照片）

### 美國太空總署於21世紀的合成照
- 藍色彈珠（2002）

  - 藍色彈珠圖像伺服器 觀看上圖之細小部份的網上介面
- 下一代。藍色彈珠 （页面存档备份，存于）（2005年，共12幅）
  - 藍色彈珠領航者 （页面存档备份，存于） 觀看上圖之網上介面，同時包括其他同樣介面及下載點等
  - 藍色彈珠：在美國太空總署全球風下的新一代